# Вільгельм Фаупель
Вільгельм Фаупель (нім. Wilhelm Faupel; 29 жовтня 1873, Лінденбуш — 1 травня 1945, Берлін) — німецький, аргентинський та перуанський офіцер і дипломат, генерал-лейтенант Перуанської армії і запасу вермахту. Кавалер ордена Pour le Mérite з дубовим листям.

## Біографія
В березні 1892 року вступив у 5-й артилерійський полк. З жовтня 1899 року служив у 41-му артилерійському полку. В липні 1900 року був відправлений в Китай у складі Німецького експедиційного корпусу, де брав участь у придушенні Боксерського повстання. Після повернення з Китаю був перепризначений на службу в 41-й артилерійський полк. У вересні 1904 року направлений в Німецьку Південно-Західну Африку, де брав участь у придушенні повстання гереро. У вересні 1907 року призначений в штаб 4-го армійського корпусу в Магдебурзі. З березня 1910 року — командиром роти 73-го артилерійського полку. В лютому 1911 року він залишив армію і як військовий радник вирушив в Аргентину. В січні 1914 року повернувся в Німеччину і знову був відновлений в армії, служив у Великому Генштабі в Берліні.
На початку Першої світової війни Фаупель став начальником штабу 25-ї піхотної дивізії. Учасник першої битви на Марні. В листопаді 1914 року призначений начальником штабу 18-го армійського корпусу. В листопаді 1915 року переведений у Великий  Генштаб. З листопада 1916 року — начальником штабу 3-го армійського, з жовтня 1917 року — 8-го резервного корпусу, з червня 1918 року — 1-ї, з серпня 1918 року — 9-ї армії, з вересня 1918 року — армійської групи «С».
Після закінчення війни Фаупель залишився в армії і якийсь час служив у Генштабі. З січня 1919 року — командир добровольчого корпусу Герліца. Учасник придушення заворушень і Герліці, Дрездені та Магдебурзі. 31 березня 1921 року вийшов у відставку. В тому ж році вдруге вирушив в Аргентину як військовий радник. В 1926 році переїхав в Перу і став головним інспектором перуанських збройних сил. В 1930 році, після державного перевороту, в результаті якого було повалено президента Аугусто Легія, повернувся в Німеччину. З 1934 року — президент Іберо-американського інституту. З листопаді 1936 року — представником Німеччини в іспанському націоналістичному уряді. З 9 лютого 1937 року — посол Німеччини в Іспанії. 1 травня 1937 року вступив у НСДАП (квиток №3 900 003). 18 вересня 1937 року залишив посаду після конфлікту з командиром легіону «Кондор» Гуго Шперрле. 1 січня 1938 року залишив дипломатичну службу і знову став президентом Іберо-американського інституту. Під час битви за Берлін 1 травня 1945 знищив свою особисту переписку і документи інституту, після чого наклав на себе руки в Берліні на очах наступаючих радянських військ.

## Звання
- Фанен-юнкер (березень 1892)
- Фенріх (17 вересня 1892)
- Другий лейтенант (20 травня 1893)
- Лейтенант (1 січня 1899)
- Оберлейтенант (16 лютого 1901)
- Гауптман (13 вересня 1906)
- Майор (20 січня 1914)
- Оберстлейтенант (18 квітня 1918)
- Оберст (1 жовтня 1930)
- Генерал-майор запасу (31 березня 1921)
- Генерал-лейтенант запасу (27 серпня 1939) — підвищений з нагоди 25-ї річниці Таненберзької битви.

## Нагороди
- Столітня медаль
- Китайська медаль
- Медаль «За кампанію в Південно-Західній Африці»
- Залізний хрест 2-го і 1-го класу
- Королівський орден дому Гогенцоллернів, лицарський хрест з мечами
- Pour le Mérite з дубовим листям
  - орден (8 або 18 червня 1918)
  - дубове листя (№102; 4 серпня 1918)
- Хрест «За вислугу років» (Пруссія)
- Почесний хрест ветерана війни з мечами
- Орден Ізабелли Католички, великий хрест (Іспанія; 1938)
- Орден Народної освіти (Португалія), великий хрест (1941)
- Імперський орден Ярма та Стріл, великий хрест (Іспанія; 1943)